# Выстрел (фильм, 1965)
«Выстрел» (польск.: Wystrzał) — телефильм ПНР 1965 года режиссёра Ежи Антчака, экранизация одноимённой повести А. С. Пушкина.

## Сюжет
Сильвио — таинственный одиночка и непревзойдённый мастер стрельбы из пистолета. Когда-то он был блестящим офицером, гордостью петербургских салонов. Его карьеру прервала дуэль, в которой его противник — беззаботно живущий молодой богатый аристократ — унизил Сильвио. Сильвио оставил за собой право выстрел и исчез, но дал себе слово реализовать право на выстрел в тот момент, когда его противнику больше всего будет дорога жизнь…

## В ролях
Прим.: особенностью экранизации является исполнение двух главных ролей героев-антагонистов одним актёром.
- Игнаци Гоголевский — Сильвио / граф
- Ива Млодницкая — Маша
- Анджей Жарнецкий — поручик — рассказчик
- Игор Смяловский — Михаил
- Хенрик Бонк — офицер
- Богуш Билевский — офицер
- Януш Клосиньский — Кузьма, слуга Сильвио
- Юзеф Кондрат — мужчина, слушающий пение Маши
- Богдан Эймонт — мужчина в санях
- Анна Милевская — женщина в санях
- Тадеуш Циглер — распорядитель бала

В эпизодах: Северин Бутрым, Хуго Кшиский, Каролина Любеньская, Лех Мадалиньский, Януш Зеевский, Божена Куровская и другие.

## Показ в СССР
В советском прокате (с 11 декабря 1967 года) фильм шёл под названием «Несостоявшаяся дуэль».
Фильм дублирован на русский язык на Киностудии имени М. Горького в 1966 году, роли дублировали: Виктор Рождественский (Сильвио), Игорь Кириллов (граф), Антонина Кончакова (Маша), Николай Александрович (Михаил), а также Иван Рыжов, Николай Граббе, Константин Тыртов и другие.

## Фестивали и награды
Телефильм получил приз на фестивале телевизионных фильмов в Каире (1966).